# Уиллертон, Эми
Эми Уиллертон (англ. Amy Willerton; род. 18 августа 1992, Бристоль) — британская фотомодель и телеведущая, участница конкурса красоты «Мисс Вселенная 2013».

## Биография

### Ранние годы и образование
Эми Уиллертон родилась 18 августа 1992 года в Бристоле в семье Брюса и Сары Уиллертон.
После окончания средней школы Эми планировала поступить в университет, но вместо этого она решила выбрать карьеру фотомодели.

### Карьера фотомодели
Эми была победительницей городских конкурсов красоты «Мисс Бристоль», «Мисс Бат» и «Мисс Лондон». В октябре 2011 года она отправилась в Южную Корею для участия на международном конкурсе красоты «Мисс Азиатско-Тихоокеанский регион», но спустя три дня снялась с конкурса. 
8 июня 2013 года Уиллертон после победы на национальном конкурсе красоты была коронована как «Мисс Вселенная Великобритания», что позволило ей принять участие на международном конкурсе красоты «Мисс Вселенная 2013», который проходил в Москве. По итогам конкурса «Мисс Вселенная» она вошла в топ-10 финалисток и стала первой представительницей Великобритании, которая добилась этого достижения спустя 30 лет.

### Карьера на телевидении
После победы на конкурсе Эми вернулась на родину и приняла участие в телевизионном проекте «Я знаменитость... Вытащите меня отсюда!» и заняла 5-е место.
В 2016 году Эми уехала в США, где стала работать телеведущей на телеканале «Fuse» вместе с DJ Skee. Затем Эми была выбрана ведущей танцевального шоу «Every Single Step» на канале Dance on Network, где её коллегами стали Найджел Литго и Брайан Фридман.

### Деятельность и личная жизнь
Уиллертон была одной из участниц показа мод, собранные средства с которого были направлены на благотворительность.
Летом 2016 года Эми Уиллертон принимала участие в кругосветной гонке яхт Clipper Round, в рамках которой пересекла Атлантический океан во время путешествия из Нью-Йорка в Лондон.
В январе 2020 года родила дочь, получившую имя Демельза.